# Långskäret (vid Rosala, Kimitoön)
Långskäret är en ö i Finland. Den ligger i Skärgårdshavet och i kommunen Kimitoön i landskapet Egentliga Finland, i den sydvästra delen av landet. Ön ligger omkring 69 kilometer söder om Åbo och omkring 150 kilometer väster om Helsingfors.
Öns area är 4,2 hektar och dess största längd är 460 meter i nord-sydlig riktning.